# 什科菲亞洛卡市鎮

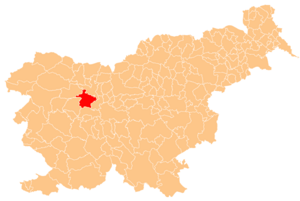
什科菲亞洛卡市鎮於斯洛維尼亞的位置

什科菲亞洛卡市鎮是斯洛文尼亞西部的一個市镇，行政中心為什科菲亞洛卡。市镇面積为145平方公里，2002年人口22688。人口密度約160人/km2。

## 外部連結
- 官方网站  （斯洛文尼亚文）
- Municipality of Škofja Loka on Geopedia （页面存档备份，存于）